# Sự cố Three Mile Island
Sự cố Three Mile Island là một sự cố nóng chảy hạt nhân một phần của lò phản ứng Đơn vị 2 Nhà máy điện hạt nhân Three Mile Island tại quận Dauphin, Pennsylvania, Hoa Kỳ vào ngày 28 tháng 3 năm 1979. Nguyên nhân do hệ thống làm nguội trung tâm lò bị hỏng, nhà máy điện hạt nhân Three Mile Island xảy ra tai nạn hạt nhân làm rò rỉ 1,59 petabecquerel (43.000 curie) krypton phóng xạ ra môi trường. Đây là sự cố nhà máy hạt nhân thương mại nghiêm trọng nhất trong lịch sử Hoa Kỳ.